# بوکسبرگ (راینلاند-فالتس)
بوکسبرگ (به آلمانی: Boxberg) یک شهر در آلمان است که در فولکانایفل واقع شده‌است. بوکسبرگ ۲۱۳ نفر جمعیت دارد.